# Napoleonstein (Leipzig)

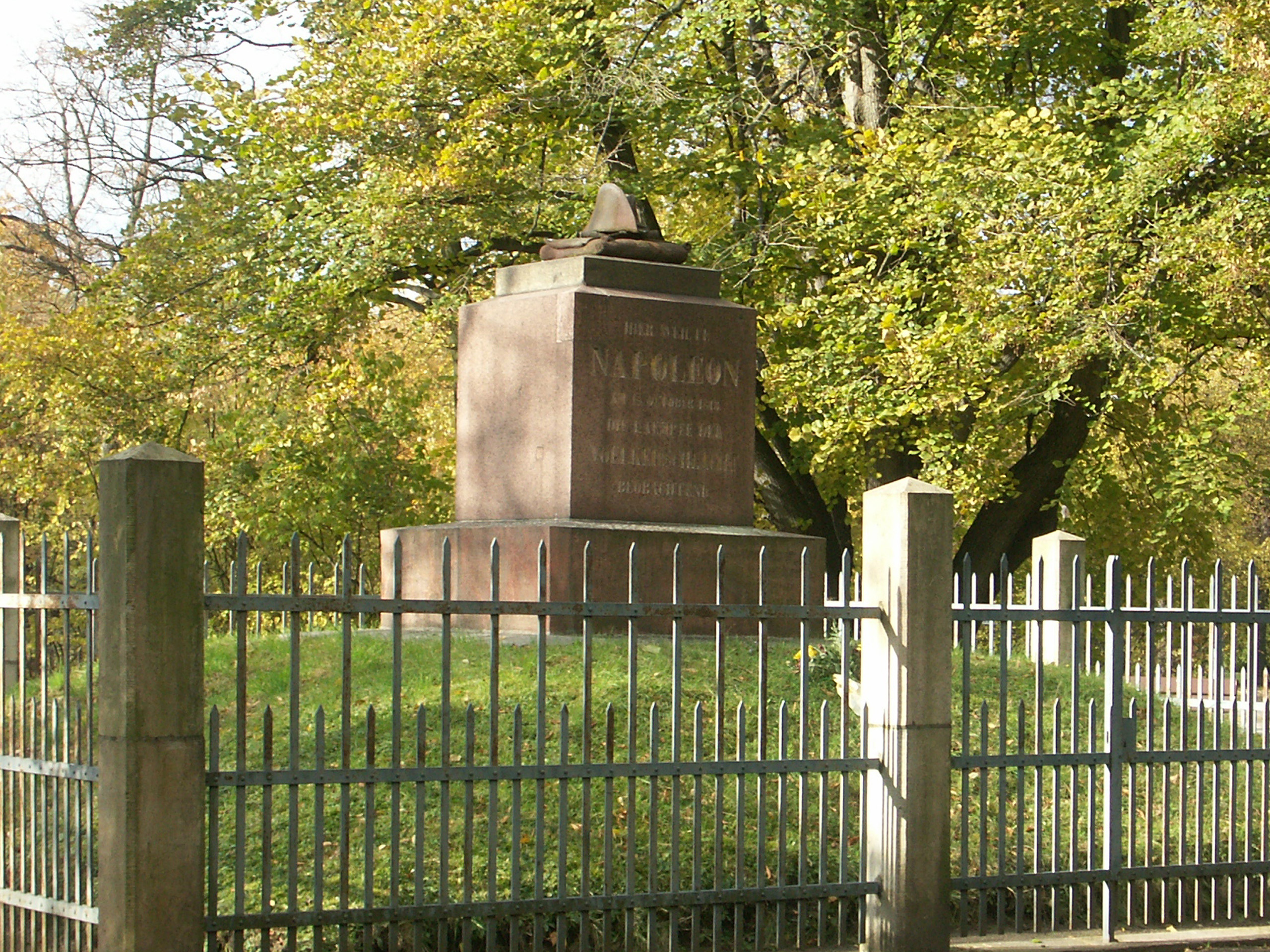
Der Napoleonstein

Der Napoleonstein ist ein Denkmal in Leipzig, das an die Völkerschlacht im Oktober 1813 erinnert.

## Lage
Das Denkmal befindet sich an der Stelle, von der aus Napoleon am 18. Oktober die Kämpfe der Völkerschlacht, insbesondere jene um Probstheida, beobachtete und leitete. Sie liegt auf einer Anhöhe, der Marienhöhe, in der Nähe der Marienquelle zwischen den damaligen Dörfern Stötteritz, Probstheida und Connewitz auf der zu Thonberg gehörigen Flur. Auf dieser Höhe stand die Quandtsche Tabaksmühle, die bei den Kämpfen zerstört wurde. Napoleon soll hier am Nachmittag den Befehl zum Rückzug gegeben haben, danach auf einem Feldstuhl eingeschlafen sein und dann in der Dunkelheit den Hügel in Richtung Leipzig verlassen haben.

## Beschreibung
Das Denkmal besteht aus einem rötlichen Granitquader mit Sockel und Deckplatte, der auf einem Erdhügel ruht. Auf zwei gegenüber liegenden Seiten trägt er die Inschriften: „Hier weilte Napoleon am 18. October 1813, die Kämpfe der Völkerschlacht beobachtend“ und „Standort der ehemaligen Quandtschen Tabaksmühle, Befehlsstand Napoleons“. Letztere wurde erst 1953 angebracht, bis in die 1940er Jahre stand hier „Der Herr ist der rechte Kriegsmann, Herr ist sein Name“. Oben auf dem Stein befinden sich die Nachbildungen von Hut und Fernrohr des Kaisers auf einem Kissen und früher auch die seines Degens. Das Denkmal ist von einem Gitterzaun mit zwölf Säulen umgeben.

## Geschichte
Denkmal
Bereits 1832 hatten interessierte Bürger an dieser Stelle einen einfachen, unbeschrifteten Sandstein zur Erinnerung aufgestellt. Das jetzige Denkmal wurde vom Verein zur Feier des 19. Oktober errichtet und am 25. Oktober 1857 eingeweiht. Es ist das sechste von sieben durch diesen Verein errichteten Denkmalen.
Auf alten Abbildungen erkennt man noch die freie Sicht von der Anlage auf das ehemalige Schlachtfeld und die Stadt sowie in der Nähe eine kleine Hütte, die 1862 errichtet wurde und die dem Aufseher des Denkmals diente. Inzwischen schließen die umgebenden Parkbäume das Denkmal ein. Der Napoleonstein hat wegen seines großen Nachbarn, dem etwa 450 Meter entfernten Völkerschlachtdenkmal, an Anziehungskraft verloren.
Gaststätte Napoleonstein
„Napoleonstein“ war auch der Name eines beliebten Bier- und Gartenlokals an der Reitzenhainer Straße (jetzt Prager Straße), etwa 350 Meter in nordöstlicher Richtung vom Denkmal Napoleonstein gelegen. Es wurde von 1889, bis es im Jahr 1943 ausbrannte, von der Familie Bertsch betrieben. Diese besaß eine private Sammlung zur Völkerschlacht und der napoleonischen Zeit mit zuletzt 18.000 Stücken, die als bedeutendes historisches Museum zur Völkerschlacht täglich geöffnet war. Nach zwei gescheiterten Versuchen, zur Zeit der DDR hier wieder eine Gaststätte zu etablieren, wurde 1995/1996 auf dem Grundstück die Wohnanlage „Napoleonstein“ errichtet.

Die Quandtsche Tabaksmühle
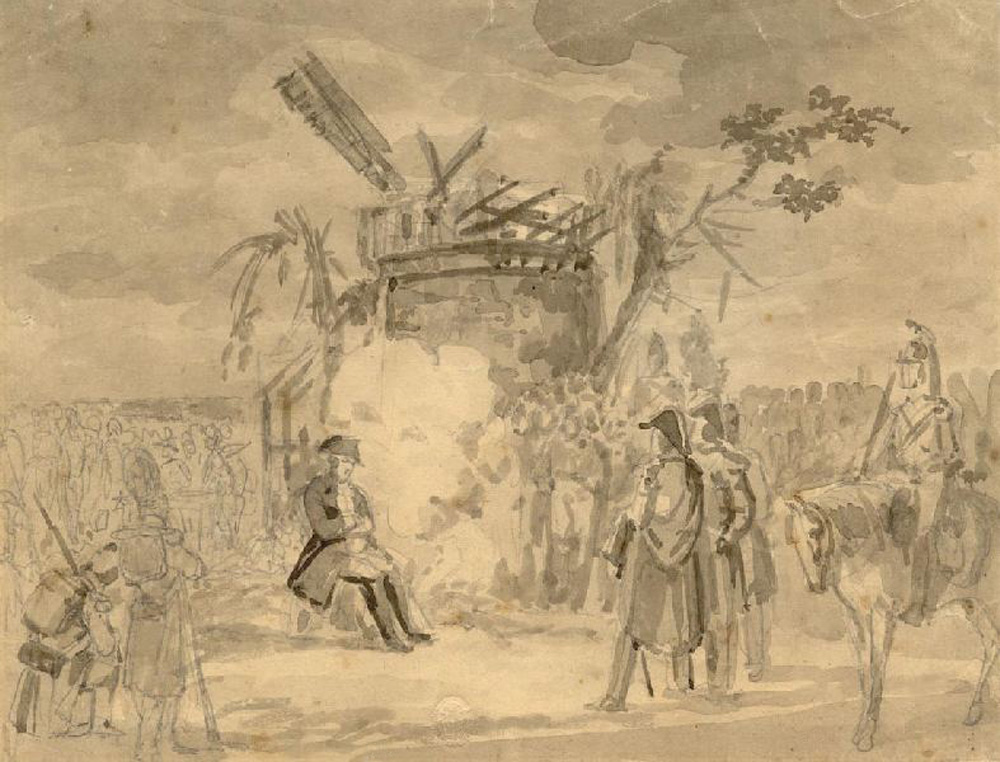
Napoleons Ruhe nach dem Rückzugsbefehl
Der Napoleonstein um 1860
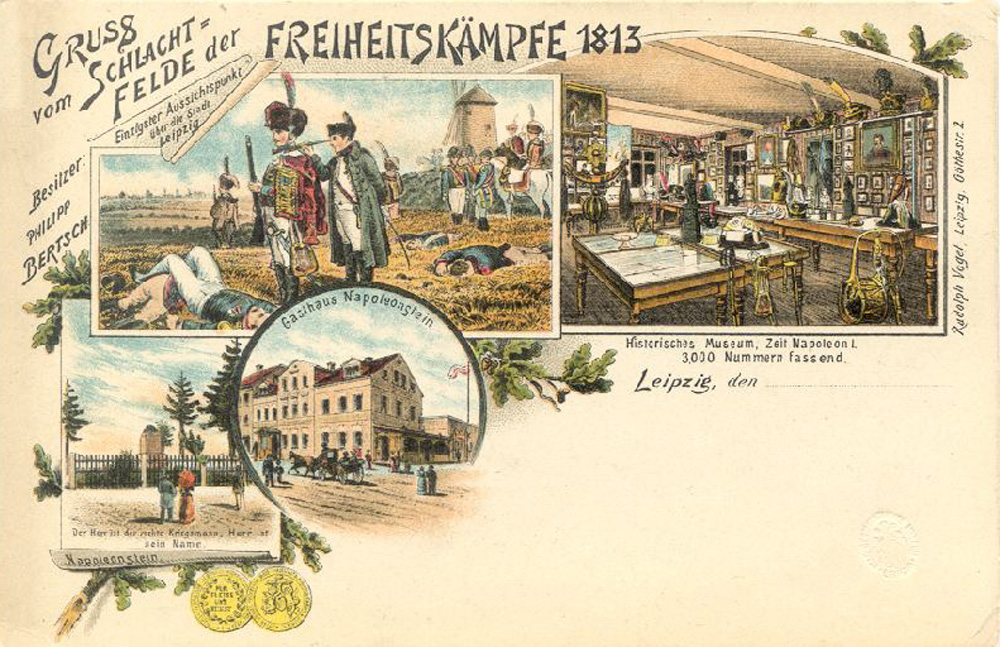
Postkarte von Gasthof und Museum Napoleonstein